# 伊賀
伊賀（いが）とは、かつての令制国のひとつである伊賀国および、その領域にほぼ該当する現在の三重県西部・上野盆地一帯に当たる地域に対する呼称である。本項では現在の三重県の一地方である伊賀地方について記述する。

## 伊賀地方
三重県庁は、三重県を「北勢」「伊賀」「中勢」「南勢（伊勢志摩）」「東紀州」の5つの地域に区分しており、旧伊賀国の地域は「伊賀地方」と呼ばれる。

### 生活創造圏
県下では、9つの生活創造圏が県庁により設定されている。
- 生活創造圏の地図
- 生活創造圏ビジョン

伊賀地方はこのうちの「伊賀生活創造圏」に相当し、伊賀県民センターにより管轄されている。
- 伊賀生活創造圏：伊賀市、名張市
  - 人口155,168人、面積688km²、人口密度226人/km²。（2025年4月1日、推計人口）

### 都市圏

#### 都市雇用圏
都市雇用圏（10% 通勤圏）の変遷
- 10% 通勤圏に入っていない自治体は、各統計年の欄で灰色かつ「-」で示す。

| 府県   | 自治体 ('80) | 1980年                | 1990年                | 2000年                 | 2005年                 | 2010年                 | 2015年                 | 自治体 （現在） |
| ------ | ------------ | --------------------- | --------------------- | ---------------------- | ---------------------- | ---------------------- | ---------------------- | --------------- |
| 三重県 | 上野市       | 上野 都市圏 8万7948人 | 上野 都市圏 8万9803人 | 上野 都市圏 10万0382人 | 伊賀 都市圏 19万0804人 | 伊賀 都市圏 18万8673人 | 伊賀 都市圏 17万9010人 | 伊賀市          |
| 三重県 | 伊賀町       | 上野 都市圏 8万7948人 | 上野 都市圏 8万9803人 | 上野 都市圏 10万0382人 | 伊賀 都市圏 19万0804人 | 伊賀 都市圏 18万8673人 | 伊賀 都市圏 17万9010人 | 伊賀市          |
| 三重県 | 阿山町       | 上野 都市圏 8万7948人 | 上野 都市圏 8万9803人 | 上野 都市圏 10万0382人 | 伊賀 都市圏 19万0804人 | 伊賀 都市圏 18万8673人 | 伊賀 都市圏 17万9010人 | 伊賀市          |
| 三重県 | 大山田村     | 上野 都市圏 8万7948人 | 上野 都市圏 8万9803人 | 上野 都市圏 10万0382人 | 伊賀 都市圏 19万0804人 | 伊賀 都市圏 18万8673人 | 伊賀 都市圏 17万9010人 | 伊賀市          |
| 三重県 | 島ヶ原村     | 上野 都市圏 8万7948人 | 上野 都市圏 8万9803人 | 上野 都市圏 10万0382人 | 伊賀 都市圏 19万0804人 | 伊賀 都市圏 18万8673人 | 伊賀 都市圏 17万9010人 | 伊賀市          |
| 三重県 | 青山町       | 大阪 都市圏           | 大阪 都市圏           | 大阪 都市圏            | 伊賀 都市圏 19万0804人 | 伊賀 都市圏 18万8673人 | 伊賀 都市圏 17万9010人 | 伊賀市          |
| 三重県 | 名張市       | 大阪 都市圏           | 大阪 都市圏           | 大阪 都市圏            | 伊賀 都市圏 19万0804人 | 伊賀 都市圏 18万8673人 | 伊賀 都市圏 17万9010人 | 名張市          |
| 京都府 | 南山城村     | 大阪 都市圏           | 大阪 都市圏           | 上野 都市圏            | 伊賀 都市圏 19万0804人 | 伊賀 都市圏 18万8673人 | 伊賀 都市圏 17万9010人 | 南山城村        |
| 奈良県 | 曽爾村       | -                     | -                     | -                      | 伊賀 都市圏 19万0804人 | 伊賀 都市圏 18万8673人 | 伊賀 都市圏 17万9010人 | 曽爾村          |
| 奈良県 | 御杖村       | -                     | -                     | -                      | 伊賀 都市圏 19万0804人 | 伊賀 都市圏 18万8673人 | 伊賀 都市圏 17万9010人 | 御杖村          |
| 奈良県 | 山添村       | -                     | -                     | 上野 都市圏            | -                      | 伊賀 都市圏 18万8673人 | 伊賀 都市圏 17万9010人 | 山添村          |
| 奈良県 | 月ヶ瀬村     | -                     | 上野 都市圏           | 上野 都市圏            | 大阪 都市圏            | 大阪 都市圏            | 大阪 都市圏            | 奈良市          |

- 2004年11月1日：上野市・伊賀町・阿山町・大山田村・島ヶ原村・青山町が合併し、伊賀市となる。
- 2005年4月1日：奈良市が月ヶ瀬村を編入。

#### 定住自立圏
伊賀市は笠置町、南山城村、山添村と定住自立圏形成協定を結び、伊賀城和定住自立圏を形成している。
ちなみに「城和」とは、山城国・大和国のうち、藤堂藩上野城の管轄下にあった地域を指す言葉である。

### 行政区域の変遷
一部は旧・鈴鹿郡であった。
| 旧 郡    | 明治以前   | 明治以前   | 明治初年 - 明治11年    | 明治12年 - 明治22年  | 明治22年 4月1日 | 明治22年 - 明治28年         | 明治29年 - 昭和19年            | 昭和20年 - 昭和26年           | 昭和27年 - 昭和29年    | 昭和27年 - 昭和29年     | 昭和30年 - 昭和31年         | 昭和30年 - 昭和31年         | 昭和32年 - 昭和64年         | 平成元年 - 現在        | 現在   |
| -------- | ---------- | ---------- | ---------------------- | -------------------- | --------------- | --------------------------- | ------------------------------ | ----------------------------- | ---------------------- | ----------------------- | --------------------------- | --------------------------- | --------------------------- | ---------------------- | ------ |
| 名 張 郡 | 丈六村     | 丈六村     | 丈六村                 | 丈六村               | 滝川村          | 滝川村                      | 滝川村                         | 滝川村                        | 昭和29年3月31日 名張市 | 昭和29年3月31日 名張市  | 名張市                      | 名張市                      | 名張市                      | 名張市                 | 名張市 |
| 名 張 郡 | 長屋村     | 長屋村     | 長屋村                 | 長屋村               | 滝川村          | 滝川村                      | 滝川村                         | 滝川村                        | 昭和29年3月31日 名張市 | 昭和29年3月31日 名張市  | 名張市                      | 名張市                      | 名張市                      | 名張市                 | 名張市 |
| 名 張 郡 | 檀村       | 檀村       | 檀村                   | 檀村                 | 滝川村          | 滝川村                      | 滝川村                         | 滝川村                        | 昭和29年3月31日 名張市 | 昭和29年3月31日 名張市  | 名張市                      | 名張市                      | 名張市                      | 名張市                 | 名張市 |
| 名 張 郡 | 柏原村     | 柏原村     | 柏原村                 | 柏原村               | 滝川村          | 滝川村                      | 滝川村                         | 滝川村                        | 昭和29年3月31日 名張市 | 昭和29年3月31日 名張市  | 名張市                      | 名張市                      | 名張市                      | 名張市                 | 名張市 |
| 名 張 郡 | 星川村     | 星川村     | 星川村                 | 星川村               | 滝川村          | 滝川村                      | 滝川村                         | 滝川村                        | 昭和29年3月31日 名張市 | 昭和29年3月31日 名張市  | 名張市                      | 名張市                      | 名張市                      | 名張市                 | 名張市 |
| 名 張 郡 | 長坂村     | 長坂村     | 長坂村                 | 長坂村               | 滝川村          | 滝川村                      | 滝川村                         | 滝川村                        | 昭和29年3月31日 名張市 | 昭和29年3月31日 名張市  | 名張市                      | 名張市                      | 名張市                      | 名張市                 | 名張市 |
| 名 張 郡 | 一ノ井村   | 一ノ井村   | 一ノ井村               | 一ノ井村             | 滝川村          | 滝川村                      | 滝川村                         | 滝川村                        | 昭和29年3月31日 名張市 | 昭和29年3月31日 名張市  | 名張市                      | 名張市                      | 名張市                      | 名張市                 | 名張市 |
| 名 張 郡 | 神屋村     | 神屋村     | 神屋村                 | 神屋村               | 国津村          | 国津村                      | 国津村                         | 国津村                        | 昭和29年3月31日 名張市 | 昭和29年3月31日 名張市  | 名張市                      | 名張市                      | 名張市                      | 名張市                 | 名張市 |
| 名 張 郡 | 奈垣村     | 奈垣村     | 奈垣村                 | 奈垣村               | 国津村          | 国津村                      | 国津村                         | 国津村                        | 昭和29年3月31日 名張市 | 昭和29年3月31日 名張市  | 名張市                      | 名張市                      | 名張市                      | 名張市                 | 名張市 |
| 名 張 郡 | 布生村     | 布生村     | 布生村                 | 布生村               | 国津村          | 国津村                      | 国津村                         | 国津村                        | 昭和29年3月31日 名張市 | 昭和29年3月31日 名張市  | 名張市                      | 名張市                      | 名張市                      | 名張市                 | 名張市 |
| 名 張 郡 | 長瀬村     | 長瀬村     | 長瀬村                 | 長瀬村               | 国津村          | 国津村                      | 国津村                         | 国津村                        | 昭和29年3月31日 名張市 | 昭和29年3月31日 名張市  | 名張市                      | 名張市                      | 名張市                      | 名張市                 | 名張市 |
| 名 張 郡 | 長瀬村     | 長瀬村     | 明治11年 分立 中知山村 | 中知山村             | 箕曲村          | 箕曲村                      | 昭和17年5月5日 名張町に編入    | 昭和24年8月1日 分立 箕曲村    | 昭和29年3月31日 名張市 | 昭和29年3月31日 名張市  | 名張市                      | 名張市                      | 名張市                      | 名張市                 | 名張市 |
| 名 張 郡 | 夏見村     | 夏見村     | 夏見村                 | 夏見村               | 箕曲村          | 箕曲村                      | 昭和17年5月5日 名張町に編入    | 昭和24年8月1日 分立 箕曲村    | 昭和29年3月31日 名張市 | 昭和29年3月31日 名張市  | 名張市                      | 名張市                      | 名張市                      | 名張市                 | 名張市 |
| 名 張 郡 | 中村       | 中村       | 中村                   | 名張郡中村           | 箕曲村          | 箕曲村                      | 昭和17年5月5日 名張町に編入    | 昭和24年8月1日 分立 箕曲村    | 昭和29年3月31日 名張市 | 昭和29年3月31日 名張市  | 名張市                      | 名張市                      | 名張市                      | 名張市                 | 名張市 |
| 名 張 郡 | 瀬古口村   | 瀬古口村   | 瀬古口村               | 瀬古口村             | 箕曲村          | 箕曲村                      | 昭和17年5月5日 名張町に編入    | 昭和24年8月1日 分立 箕曲村    | 昭和29年3月31日 名張市 | 昭和29年3月31日 名張市  | 名張市                      | 名張市                      | 名張市                      | 名張市                 | 名張市 |
| 名 張 郡 | 青蓮寺村   | 青蓮寺村   | 青蓮寺村               | 青蓮寺村             | 箕曲村          | 箕曲村                      | 昭和17年5月5日 名張町に編入    | 昭和24年8月1日 分立 箕曲村    | 昭和29年3月31日 名張市 | 昭和29年3月31日 名張市  | 名張市                      | 名張市                      | 名張市                      | 名張市                 | 名張市 |
| 名 張 郡 | 薦生村     | 薦生村     | 薦生村                 | 薦生村               | 薦原村          | 薦原村                      | 昭和17年5月5日 名張町に編入    | 名張町                        | 昭和29年3月31日 名張市 | 昭和29年3月31日 名張市  | 名張市                      | 名張市                      | 名張市                      | 名張市                 | 名張市 |
| 名 張 郡 | 西田原村   | 西田原村   | 西田原村               | 西田原村             | 薦原村          | 薦原村                      | 昭和17年5月5日 名張町に編入    | 名張町                        | 昭和29年3月31日 名張市 | 昭和29年3月31日 名張市  | 名張市                      | 名張市                      | 名張市                      | 名張市                 | 名張市 |
| 名 張 郡 | 八幡村     | 八幡村     | 八幡村                 | 八幡村               | 薦原村          | 薦原村                      | 昭和17年5月5日 名張町に編入    | 名張町                        | 昭和29年3月31日 名張市 | 昭和29年3月31日 名張市  | 名張市                      | 名張市                      | 名張市                      | 名張市                 | 名張市 |
| 名 張 郡 | 鵜山村     | 鵜山村     | 鵜山村                 | 鵜山村               | 薦原村          | 薦原村                      | 昭和17年5月5日 名張町に編入    | 名張町                        | 昭和29年3月31日 名張市 | 昭和29年3月31日 名張市  | 名張市                      | 名張市                      | 名張市                      | 名張市                 | 名張市 |
| 名 張 郡 | 家野村     | 家野村     | 家野村                 | 家野村               | 薦原村          | 薦原村                      | 昭和17年5月5日 名張町に編入    | 名張町                        | 昭和29年3月31日 名張市 | 昭和29年3月31日 名張市  | 名張市                      | 名張市                      | 名張市                      | 名張市                 | 名張市 |
| 名 張 郡 | 葛尾村     | 葛尾村     | 葛尾村                 | 葛尾村               | 薦原村          | 薦原村                      | 昭和17年5月5日 名張町に編入    | 名張町                        | 昭和29年3月31日 名張市 | 昭和29年3月31日 名張市  | 名張市                      | 名張市                      | 名張市                      | 名張市                 | 名張市 |
| 名 張 郡 | 蔵持村     | 蔵持村     | 蔵持村                 | 蔵持村               | 蔵持村          | 蔵持村                      | 昭和17年5月5日 名張町に編入    | 名張町                        | 昭和29年3月31日 名張市 | 昭和29年3月31日 名張市  | 名張市                      | 名張市                      | 名張市                      | 名張市                 | 名張市 |
| 名 張 郡 | 狭田村     | 狭田村     | 狭田村                 | 狭田村               | 蔵持村          | 蔵持村                      | 昭和17年5月5日 名張町に編入    | 名張町                        | 昭和29年3月31日 名張市 | 昭和29年3月31日 名張市  | 名張市                      | 名張市                      | 名張市                      | 名張市                 | 名張市 |
| 名 張 郡 | 夏秋村     | 夏秋村     | 夏秋村                 | 夏秋村               | 蔵持村          | 蔵持村                      | 昭和17年5月5日 名張町に編入    | 名張町                        | 昭和29年3月31日 名張市 | 昭和29年3月31日 名張市  | 名張市                      | 名張市                      | 名張市                      | 名張市                 | 名張市 |
| 名 張 郡 | 大屋戸村   | 大屋戸村   | 大屋戸村               | 大屋戸村             | 蔵持村          | 蔵持村                      | 昭和17年5月5日 名張町に編入    | 名張町                        | 昭和29年3月31日 名張市 | 昭和29年3月31日 名張市  | 名張市                      | 名張市                      | 名張市                      | 名張市                 | 名張市 |
| 名 張 郡 | 短野村     | 短野村     | 短野村                 | 短野村               | 蔵持村          | 蔵持村                      | 昭和17年5月5日 名張町に編入    | 名張町                        | 昭和29年3月31日 名張市 | 昭和29年3月31日 名張市  | 名張市                      | 名張市                      | 名張市                      | 名張市                 | 名張市 |
| 名 張 郡 | 下三谷村   | 下三谷村   | 下三谷村               | 下三谷村             | 蔵持村          | 蔵持村                      | 昭和17年5月5日 名張町に編入    | 名張町                        | 昭和29年3月31日 名張市 | 昭和29年3月31日 名張市  | 名張市                      | 名張市                      | 名張市                      | 名張市                 | 名張市 |
| 名 張 郡 | 梁瀬村     | 梁瀬村     | 明治8年 梁瀬村         | 明治13年 改称 名張村 | 名張町          | 名張町                      | 名張町                         | 名張町                        | 昭和29年3月31日 名張市 | 昭和29年3月31日 名張市  | 名張市                      | 名張市                      | 名張市                      | 名張市                 | 名張市 |
| 名 張 郡 | 北出村     |            | 明治8年 梁瀬村         | 明治13年 改称 名張村 | 名張町          | 名張町                      | 名張町                         | 名張町                        | 昭和29年3月31日 名張市 | 昭和29年3月31日 名張市  | 名張市                      | 名張市                      | 名張市                      | 名張市                 | 名張市 |
| 名 張 郡 | 南出村     |            | 明治8年 梁瀬村         | 明治13年 改称 名張村 | 名張町          | 名張町                      | 名張町                         | 名張町                        | 昭和29年3月31日 名張市 | 昭和29年3月31日 名張市  | 名張市                      | 名張市                      | 名張市                      | 名張市                 | 名張市 |
| 名 張 郡 | 平尾村     |            | 明治8年 梁瀬村         | 明治13年 改称 名張村 | 名張町          | 名張町                      | 名張町                         | 名張町                        | 昭和29年3月31日 名張市 | 昭和29年3月31日 名張市  | 名張市                      | 名張市                      | 名張市                      | 名張市                 | 名張市 |
| 名 張 郡 | 安部田村   | 安部田村   | 安部田村               | 安部田村             | 錦生村          | 錦生村                      | 錦生村                         | 昭和26年4月1日 名張町に編入   | 昭和29年3月31日 名張市 | 昭和29年3月31日 名張市  | 名張市                      | 名張市                      | 名張市                      | 名張市                 | 名張市 |
| 名 張 郡 | 黒田村     | 黒田村     | 黒田村                 | 黒田村               | 錦生村          | 錦生村                      | 錦生村                         | 昭和26年4月1日 名張町に編入   | 昭和29年3月31日 名張市 | 昭和29年3月31日 名張市  | 名張市                      | 名張市                      | 名張市                      | 名張市                 | 名張市 |
| 名 張 郡 | 結馬村     | 結馬村     | 結馬村                 | 結馬村               | 錦生村          | 錦生村                      | 錦生村                         | 昭和26年4月1日 名張町に編入   | 昭和29年3月31日 名張市 | 昭和29年3月31日 名張市  | 名張市                      | 名張市                      | 名張市                      | 名張市                 | 名張市 |
| 名 張 郡 | 井手村     | 井手村     | 井手村                 | 井手村               | 錦生村          | 錦生村                      | 錦生村                         | 昭和26年4月1日 名張町に編入   | 昭和29年3月31日 名張市 | 昭和29年3月31日 名張市  | 名張市                      | 名張市                      | 名張市                      | 名張市                 | 名張市 |
| 名 張 郡 | 矢川村     | 矢川村     | 矢川村                 | 矢川村               | 錦生村          | 錦生村                      | 錦生村                         | 昭和26年4月1日 名張町に編入   | 昭和29年3月31日 名張市 | 昭和29年3月31日 名張市  | 名張市                      | 名張市                      | 名張市                      | 名張市                 | 名張市 |
| 名 張 郡 | 上三谷村   | 上三谷村   | 上三谷村               | 上三谷村             | 錦生村          | 錦生村                      | 錦生村                         | 昭和26年4月1日 名張町に編入   | 昭和29年3月31日 名張市 | 昭和29年3月31日 名張市  | 名張市                      | 名張市                      | 名張市                      | 名張市                 | 名張市 |
| 名 張 郡 | 竜口村     | 竜口村     | 竜口村                 | 竜口村               | 錦生村          | 錦生村                      | 錦生村                         | 昭和26年4月1日 名張町に編入   | 昭和29年3月31日 名張市 | 昭和29年3月31日 名張市  | 名張市                      | 名張市                      | 名張市                      | 名張市                 | 名張市 |
| 名 張 郡 | 下比奈知村 | 下比奈知村 | 下比奈知村             | 下比奈知村           | 比奈知村        | 比奈知村                    | 比奈知村                       | 昭和26年4月1日 名張町に編入   | 昭和29年3月31日 名張市 | 昭和29年3月31日 名張市  | 名張市                      | 名張市                      | 名張市                      | 名張市                 | 名張市 |
| 名 張 郡 | 上比奈知村 | 上比奈知村 | 上比奈知村             | 上比奈知村           | 比奈知村        | 比奈知村                    | 比奈知村                       | 昭和26年4月1日 名張町に編入   | 昭和29年3月31日 名張市 | 昭和29年3月31日 名張市  | 名張市                      | 名張市                      | 名張市                      | 名張市                 | 名張市 |
| 名 張 郡 | 滝ノ原村   | 滝ノ原村   | 滝ノ原村               | 滝ノ原村             | 比奈知村        | 比奈知村                    | 比奈知村                       | 昭和26年4月1日 名張町に編入   | 昭和29年3月31日 名張市 | 昭和29年3月31日 名張市  | 名張市                      | 名張市                      | 名張市                      | 名張市                 | 名張市 |
| 伊 賀 郡 | 新田村     | 新田村     | 新田村                 | 新田村               | 美濃波多村      | 美濃波多村                  | 美濃波多村                     | 昭和26年4月1日 名張町に編入   | 昭和29年3月31日 名張市 | 昭和29年3月31日 名張市  | 名張市                      | 名張市                      | 名張市                      | 名張市                 | 名張市 |
| 伊 賀 郡 | 東田原村   | 東田原村   | 東田原村               | 東田原村             | 美濃波多村      | 美濃波多村                  | 美濃波多村                     | 昭和26年4月1日 名張町に編入   | 昭和29年3月31日 名張市 | 昭和29年3月31日 名張市  | 名張市                      | 名張市                      | 名張市                      | 名張市                 | 名張市 |
| 伊 賀 郡 | 中村       | 中村       | 中村                   | 伊賀郡中村           | 美濃波多村      | 美濃波多村                  | 美濃波多村                     | 昭和26年4月1日 名張町に編入   | 昭和29年3月31日 名張市 | 昭和29年3月31日 名張市  | 名張市                      | 名張市                      | 名張市                      | 名張市                 | 名張市 |
| 伊 賀 郡 | 下小波田村 | 下小波田村 | 下小波田村             | 下小波田村           | 美濃波多村      | 美濃波多村                  | 美濃波多村                     | 昭和26年4月1日 名張町に編入   | 昭和29年3月31日 名張市 | 昭和29年3月31日 名張市  | 名張市                      | 名張市                      | 名張市                      | 名張市                 | 名張市 |
| 伊 賀 郡 | 上小波田村 | 上小波田村 | 上小波田村             | 上小波田村           | 美濃波多村      | 美濃波多村                  | 美濃波多村                     | 昭和26年4月1日 名張町に編入   | 昭和29年3月31日 名張市 | 昭和29年3月31日 名張市  | 名張市                      | 名張市                      | 名張市                      | 名張市                 | 名張市 |
| 伊 賀 郡 | 南村       | 南村       | 南村                   | 南村                 | 古山村          | 古山村                      | 古山村                         | 古山村                        | 古山村                 | 古山村                  | 古山村                      | 古山村                      | 昭和32年7月1日 名張市に編入 | 名張市                 | 名張市 |
| 伊 賀 郡 | 蔵縄手村   | 蔵縄手村   | 蔵縄手村               | 蔵縄手村             | 古山村          | 古山村                      | 古山村                         | 古山村                        | 古山村                 | 古山村                  | 古山村                      | 古山村                      | 昭和32年7月1日 上野市に編入 | 平成16年11月1日 伊賀市 | 伊賀市 |
| 伊 賀 郡 | 菖蒲池村   | 菖蒲池村   | 菖蒲池村               | 菖蒲池村             | 古山村          | 古山村                      | 古山村                         | 古山村                        | 古山村                 | 古山村                  | 古山村                      | 古山村                      | 昭和32年7月1日 上野市に編入 | 平成16年11月1日 伊賀市 | 伊賀市 |
| 伊 賀 郡 | 湯屋谷村   | 湯屋谷村   | 湯屋谷村               | 湯屋谷村             | 古山村          | 古山村                      | 古山村                         | 古山村                        | 古山村                 | 古山村                  | 古山村                      | 古山村                      | 昭和32年7月1日 上野市に編入 | 平成16年11月1日 伊賀市 | 伊賀市 |
| 伊 賀 郡 | 界外村     | 界外村     | 界外村                 | 界外村               | 古山村          | 古山村                      | 古山村                         | 古山村                        | 古山村                 | 古山村                  | 古山村                      | 古山村                      | 昭和32年7月1日 上野市に編入 | 平成16年11月1日 伊賀市 | 伊賀市 |
| 伊 賀 郡 | 東谷村     | 東谷村     | 東谷村                 | 東谷村               | 古山村          | 古山村                      | 古山村                         | 古山村                        | 古山村                 | 古山村                  | 古山村                      | 古山村                      | 昭和32年7月1日 上野市に編入 | 平成16年11月1日 伊賀市 | 伊賀市 |
| 伊 賀 郡 | 安場村     | 安場村     | 安場村                 | 安場村               | 古山村          | 古山村                      | 古山村                         | 古山村                        | 古山村                 | 古山村                  | 古山村                      | 古山村                      | 昭和32年7月1日 上野市に編入 | 平成16年11月1日 伊賀市 | 伊賀市 |
| 伊 賀 郡 | 鍛冶屋村   | 鍛冶屋村   | 鍛冶屋村               | 鍛冶屋村             | 古山村          | 古山村                      | 古山村                         | 古山村                        | 古山村                 | 古山村                  | 古山村                      | 古山村                      | 昭和32年7月1日 上野市に編入 | 平成16年11月1日 伊賀市 | 伊賀市 |
| 伊 賀 郡 | 阿保村     | 阿保村     | 阿保村                 | 阿保村               | 阿保村          | 阿保村                      | 大正9年3月1日 町制 阿保町      | 阿保町                        | 阿保町                 | 阿保町                  | 昭和30年3月1日 青山町       | 昭和30年3月1日 青山町       | 青山町                      | 平成16年11月1日 伊賀市 | 伊賀市 |
| 伊 賀 郡 | 柏尾村     | 柏尾村     | 柏尾村                 | 柏尾村               | 阿保村          | 阿保村                      | 大正9年3月1日 町制 阿保町      | 阿保町                        | 阿保町                 | 阿保町                  | 昭和30年3月1日 青山町       | 昭和30年3月1日 青山町       | 青山町                      | 平成16年11月1日 伊賀市 | 伊賀市 |
| 伊 賀 郡 | 岡田村     | 岡田村     | 岡田村                 | 岡田村               | 阿保村          | 阿保村                      | 大正9年3月1日 町制 阿保町      | 阿保町                        | 阿保町                 | 阿保町                  | 昭和30年3月1日 青山町       | 昭和30年3月1日 青山町       | 青山町                      | 平成16年11月1日 伊賀市 | 伊賀市 |
| 伊 賀 郡 | 寺脇村     | 寺脇村     | 寺脇村                 | 寺脇村               | 阿保村          | 阿保村                      | 大正9年3月1日 町制 阿保町      | 阿保町                        | 阿保町                 | 阿保町                  | 昭和30年3月1日 青山町       | 昭和30年3月1日 青山町       | 青山町                      | 平成16年11月1日 伊賀市 | 伊賀市 |
| 伊 賀 郡 | 別府村     | 別府村     | 別府村                 | 別府村               | 阿保村          | 阿保村                      | 大正9年3月1日 町制 阿保町      | 阿保町                        | 阿保町                 | 阿保町                  | 昭和30年3月1日 青山町       | 昭和30年3月1日 青山町       | 青山町                      | 平成16年11月1日 伊賀市 | 伊賀市 |
| 伊 賀 郡 | 羽根村     | 羽根村     | 羽根村                 | 羽根村               | 阿保村          | 阿保村                      | 大正9年3月1日 町制 阿保町      | 阿保町                        | 阿保町                 | 阿保町                  | 昭和30年3月1日 青山町       | 昭和30年3月1日 青山町       | 青山町                      | 平成16年11月1日 伊賀市 | 伊賀市 |
| 伊 賀 郡 | 種生村     | 種生村     | 種生村                 | 種生村               | 種生村          | 種生村                      | 種生村                         | 種生村                        | 種生村                 | 種生村                  | 昭和30年3月1日 青山町       | 昭和30年3月1日 青山町       | 青山町                      | 平成16年11月1日 伊賀市 | 伊賀市 |
| 伊 賀 郡 | 高尾村     | 高尾村     | 高尾村                 | 高尾村               | 種生村          | 種生村                      | 種生村                         | 種生村                        | 種生村                 | 種生村                  | 昭和30年3月1日 青山町       | 昭和30年3月1日 青山町       | 青山町                      | 平成16年11月1日 伊賀市 | 伊賀市 |
| 伊 賀 郡 | 老川村     | 老川村     | 老川村                 | 老川村               | 種生村          | 種生村                      | 種生村                         | 種生村                        | 種生村                 | 種生村                  | 昭和30年3月1日 青山町       | 昭和30年3月1日 青山町       | 青山町                      | 平成16年11月1日 伊賀市 | 伊賀市 |
| 伊 賀 郡 | 川上村     | 川上村     | 川上村                 | 川上村               | 種生村          | 種生村                      | 種生村                         | 種生村                        | 種生村                 | 種生村                  | 昭和30年3月1日 青山町       | 昭和30年3月1日 青山町       | 青山町                      | 平成16年11月1日 伊賀市 | 伊賀市 |
| 伊 賀 郡 | 腰山村     | 腰山村     | 腰山村                 | 腰山村               | 矢持村          | 矢持村                      | 矢持村                         | 矢持村                        | 矢持村                 | 矢持村                  | 昭和30年3月1日 青山町       | 昭和30年3月1日 青山町       | 青山町                      | 平成16年11月1日 伊賀市 | 伊賀市 |
| 伊 賀 郡 | 奥鹿野村   | 奥鹿野村   | 奥鹿野村               | 奥鹿野村             | 矢持村          | 矢持村                      | 矢持村                         | 矢持村                        | 矢持村                 | 矢持村                  | 昭和30年3月1日 青山町       | 昭和30年3月1日 青山町       | 青山町                      | 平成16年11月1日 伊賀市 | 伊賀市 |
| 伊 賀 郡 | 福川村     | 福川村     | 福川村                 | 福川村               | 矢持村          | 矢持村                      | 矢持村                         | 矢持村                        | 矢持村                 | 矢持村                  | 昭和30年3月1日 青山町       | 昭和30年3月1日 青山町       | 青山町                      | 平成16年11月1日 伊賀市 | 伊賀市 |
| 伊 賀 郡 | 諸木村     | 諸木村     | 諸木村                 | 諸木村               | 矢持村          | 矢持村                      | 矢持村                         | 矢持村                        | 矢持村                 | 矢持村                  | 昭和30年3月1日 青山町       | 昭和30年3月1日 青山町       | 青山町                      | 平成16年11月1日 伊賀市 | 伊賀市 |
| 伊 賀 郡 | 霧生村     | 霧生村     | 霧生村                 | 霧生村               | 矢持村          | 矢持村                      | 矢持村                         | 矢持村                        | 矢持村                 | 矢持村                  | 昭和30年3月1日 青山町       | 昭和30年3月1日 青山町       | 青山町                      | 平成16年11月1日 伊賀市 | 伊賀市 |
| 伊 賀 郡 | 伊勢地村   | 伊勢地村   | 伊勢地村               | 伊勢地村             | 上津村          | 上津村                      | 上津村                         | 上津村                        | 上津村                 | 上津村                  | 昭和30年3月1日 青山町       | 昭和30年3月1日 青山町       | 青山町                      | 平成16年11月1日 伊賀市 | 伊賀市 |
| 伊 賀 郡 | 滝村       | 滝村       | 滝村                   | 滝村                 | 上津村          | 上津村                      | 上津村                         | 上津村                        | 上津村                 | 上津村                  | 昭和30年3月1日 青山町       | 昭和30年3月1日 青山町       | 青山町                      | 平成16年11月1日 伊賀市 | 伊賀市 |
| 伊 賀 郡 | 妙楽寺村   | 妙楽寺村   | 妙楽寺村               | 妙楽寺村             | 上津村          | 上津村                      | 上津村                         | 上津村                        | 上津村                 | 上津村                  | 昭和30年3月1日 青山町       | 昭和30年3月1日 青山町       | 青山町                      | 平成16年11月1日 伊賀市 | 伊賀市 |
| 伊 賀 郡 | 勝地村     | 勝地村     | 勝地村                 | 勝地村               | 上津村          | 上津村                      | 上津村                         | 上津村                        | 上津村                 | 上津村                  | 昭和30年3月1日 青山町       | 昭和30年3月1日 青山町       | 青山町                      | 平成16年11月1日 伊賀市 | 伊賀市 |
| 伊 賀 郡 | 北山村     | 北山村     | 北山村                 | 北山村               | 上津村          | 上津村                      | 上津村                         | 上津村                        | 上津村                 | 上津村                  | 昭和30年3月1日 青山町       | 昭和30年3月1日 青山町       | 青山町                      | 平成16年11月1日 伊賀市 | 伊賀市 |
| 伊 賀 郡 | 下川原村   | 下川原村   | 下川原村               | 下川原村             | 上津村          | 上津村                      | 上津村                         | 上津村                        | 上津村                 | 上津村                  | 昭和30年3月1日 青山町       | 昭和30年3月1日 青山町       | 青山町                      | 平成16年11月1日 伊賀市 | 伊賀市 |
| 山 田 郡 | 川北村     | 川北村     | 川北村                 | 川北村               | 布引村          | 布引村                      | 布引村                         | 布引村                        | 布引村                 | 布引村                  | 昭和30年4月13日 大山田村    | 昭和30年4月13日 大山田村    | 大山田村                    | 平成16年11月1日 伊賀市 | 伊賀市 |
| 山 田 郡 | 広瀬村     | 広瀬村     | 広瀬村                 | 広瀬村               | 布引村          | 布引村                      | 布引村                         | 布引村                        | 布引村                 | 布引村                  | 昭和30年4月13日 大山田村    | 昭和30年4月13日 大山田村    | 大山田村                    | 平成16年11月1日 伊賀市 | 伊賀市 |
| 山 田 郡 | 奥馬野村   | 奥馬野村   | 奥馬野村               | 奥馬野村             | 布引村          | 布引村                      | 布引村                         | 布引村                        | 布引村                 | 布引村                  | 昭和30年4月13日 大山田村    | 昭和30年4月13日 大山田村    | 大山田村                    | 平成16年11月1日 伊賀市 | 伊賀市 |
| 山 田 郡 | 中馬野村   | 中馬野村   | 中馬野村               | 中馬野村             | 布引村          | 布引村                      | 布引村                         | 布引村                        | 布引村                 | 布引村                  | 昭和30年4月13日 大山田村    | 昭和30年4月13日 大山田村    | 大山田村                    | 平成16年11月1日 伊賀市 | 伊賀市 |
| 山 田 郡 | 坂下村     | 坂下村     | 坂下村                 | 坂下村               | 布引村          | 布引村                      | 布引村                         | 布引村                        | 布引村                 | 布引村                  | 昭和30年4月13日 大山田村    | 昭和30年4月13日 大山田村    | 大山田村                    | 平成16年11月1日 伊賀市 | 伊賀市 |
| 山 田 郡 | 上阿波村   | 上阿波村   | 上阿波村               | 上阿波村             | 阿波村          | 阿波村                      | 阿波村                         | 阿波村                        | 阿波村                 | 阿波村                  | 昭和30年4月13日 大山田村    | 昭和30年4月13日 大山田村    | 大山田村                    | 平成16年11月1日 伊賀市 | 伊賀市 |
| 山 田 郡 | 猿野村     | 猿野村     | 猿野村                 | 猿野村               | 阿波村          | 阿波村                      | 阿波村                         | 阿波村                        | 阿波村                 | 阿波村                  | 昭和30年4月13日 大山田村    | 昭和30年4月13日 大山田村    | 大山田村                    | 平成16年11月1日 伊賀市 | 伊賀市 |
| 山 田 郡 | 富永村     | 富永村     | 富永村                 | 富永村               | 阿波村          | 阿波村                      | 阿波村                         | 阿波村                        | 阿波村                 | 阿波村                  | 昭和30年4月13日 大山田村    | 昭和30年4月13日 大山田村    | 大山田村                    | 平成16年11月1日 伊賀市 | 伊賀市 |
| 山 田 郡 | 下阿波村   | 下阿波村   | 下阿波村               | 下阿波村             | 阿波村          | 阿波村                      | 阿波村                         | 阿波村                        | 阿波村                 | 阿波村                  | 昭和30年4月13日 大山田村    | 昭和30年4月13日 大山田村    | 大山田村                    | 平成16年11月1日 伊賀市 | 伊賀市 |
| 山 田 郡 | 平田村     | 平田村     | 平田村                 | 平田村               | 山田村          | 山田村                      | 山田村                         | 山田村                        | 山田村                 | 山田村                  | 昭和30年4月13日 大山田村    | 昭和30年4月13日 大山田村    | 大山田村                    | 平成16年11月1日 伊賀市 | 伊賀市 |
| 山 田 郡 | 畑村       | 畑村       | 畑村                   | 畑村                 | 山田村          | 山田村                      | 山田村                         | 山田村                        | 山田村                 | 山田村                  | 昭和30年4月13日 大山田村    | 昭和30年4月13日 大山田村    | 大山田村                    | 平成16年11月1日 伊賀市 | 伊賀市 |
| 山 田 郡 | 富岡村     | 富岡村     | 富岡村                 | 富岡村               | 山田村          | 山田村                      | 山田村                         | 山田村                        | 山田村                 | 山田村                  | 昭和30年4月13日 大山田村    | 昭和30年4月13日 大山田村    | 大山田村                    | 平成16年11月1日 伊賀市 | 伊賀市 |
| 山 田 郡 | 出後村     | 出後村     | 出後村                 | 出後村               | 山田村          | 山田村                      | 山田村                         | 山田村                        | 山田村                 | 山田村                  | 昭和30年4月13日 大山田村    | 昭和30年4月13日 大山田村    | 大山田村                    | 平成16年11月1日 伊賀市 | 伊賀市 |
| 山 田 郡 | 中村       | 中村       | 中村                   | 中村                 | 山田村          | 山田村                      | 山田村                         | 山田村                        | 山田村                 | 山田村                  | 昭和30年4月13日 大山田村    | 昭和30年4月13日 大山田村    | 大山田村                    | 平成16年11月1日 伊賀市 | 伊賀市 |
| 山 田 郡 | 鳳凰寺村   | 鳳凰寺村   | 鳳凰寺村               | 鳳凰寺村             | 山田村          | 山田村                      | 山田村                         | 山田村                        | 山田村                 | 山田村                  | 昭和30年4月13日 大山田村    | 昭和30年4月13日 大山田村    | 大山田村                    | 平成16年11月1日 伊賀市 | 伊賀市 |
| 山 田 郡 | 千戸村     | 千戸村     | 千戸村                 | 千戸村               | 山田村          | 山田村                      | 山田村                         | 山田村                        | 山田村                 | 山田村                  | 昭和30年4月13日 大山田村    | 昭和30年4月13日 大山田村    | 大山田村                    | 平成16年11月1日 伊賀市 | 伊賀市 |
| 山 田 郡 | 真泥村     | 真泥村     | 真泥村                 | 真泥村               | 山田村          | 山田村                      | 山田村                         | 山田村                        | 山田村                 | 山田村                  | 昭和30年4月13日 大山田村    | 昭和30年4月13日 大山田村    | 大山田村                    | 平成16年11月1日 伊賀市 | 伊賀市 |
| 山 田 郡 | 炊村       | 炊村       | 炊村                   | 炊村                 | 山田村          | 山田村                      | 山田村                         | 山田村                        | 山田村                 | 山田村                  | 昭和30年4月13日 大山田村    | 昭和30年4月13日 大山田村    | 大山田村                    | 平成16年11月1日 伊賀市 | 伊賀市 |
| 山 田 郡 | 甲野村     | 甲野村     | 甲野村                 | 甲野村               | 山田村          | 山田村                      | 山田村                         | 山田村                        | 山田村                 | 山田村                  | 昭和30年4月13日 大山田村    | 昭和30年4月13日 大山田村    | 大山田村                    | 平成16年11月1日 伊賀市 | 伊賀市 |
| 阿 拝 郡 | 西明寺村   | 西明寺村   | 西明寺村               | 西明寺村             | 中瀬村          | 中瀬村                      | 中瀬村                         | 昭和25年12月15日 山田村に編入 | 山田村                 | 山田村                  | 昭和30年4月13日 大山田村    | 昭和30年4月13日 大山田村    | 大山田村                    | 平成16年11月1日 伊賀市 | 伊賀市 |
| 阿 拝 郡 | 寺田村     | 寺田村     | 寺田村                 | 寺田村               | 中瀬村          | 中瀬村                      | 中瀬村                         | 昭和25年12月15日 山田村に編入 | 山田村                 | 山田村                  | 昭和30年4月13日 大山田村    | 昭和30年4月13日 大山田村    | 大山田村                    | 平成16年11月1日 伊賀市 | 伊賀市 |
| 阿 拝 郡 | 高畑村     | 高畑村     | 高畑村                 | 高畑村               | 中瀬村          | 中瀬村                      | 中瀬村                         | 昭和25年12月15日 山田村に編入 | 山田村                 | 山田村                  | 昭和30年4月13日 大山田村    | 昭和30年4月13日 大山田村    | 大山田村                    | 平成16年11月1日 伊賀市 | 伊賀市 |
| 阿 拝 郡 | 羽根村     | 羽根村     | 羽根村                 | 羽根村               | 中瀬村          | 中瀬村                      | 中瀬村                         | 昭和25年12月15日 山田村に編入 | 山田村                 | 山田村                  | 昭和30年4月13日 大山田村    | 昭和30年4月13日 大山田村    | 大山田村                    | 平成16年11月1日 伊賀市 | 伊賀市 |
| 阿 拝 郡 | 荒木村     | 一部を除く | 荒木村                 | 荒木村               | 中瀬村          | 中瀬村                      | 中瀬村                         | 昭和25年12月15日 山田村に編入 | 山田村                 | 山田村                  | 昭和30年4月13日 大山田村    | 昭和30年4月13日 大山田村    | 大山田村                    | 平成16年11月1日 伊賀市 | 伊賀市 |
| 阿 拝 郡 | 荒木村     | 一部       | 荒木村                 | 荒木村               | 中瀬村          | 中瀬村                      | 中瀬村                         | 昭和25年12月15日 上野市に編入 | 上野市                 | 上野市                  | 上野市                      | 上野市                      | 上野市                      | 平成16年11月1日 伊賀市 | 伊賀市 |
| 山 田 郡 | 喰代村     | 喰代村     | 喰代村                 | 喰代村               | 友生村          | 友生村                      | 友生村                         | 昭和25年12月15日 上野市に編入 | 上野市                 | 上野市                  | 上野市                      | 上野市                      | 上野市                      | 平成16年11月1日 伊賀市 | 伊賀市 |
| 山 田 郡 | 高山村     | 高山村     | 高山村                 | 高山村               | 友生村          | 友生村                      | 友生村                         | 昭和25年12月15日 上野市に編入 | 上野市                 | 上野市                  | 上野市                      | 上野市                      | 上野市                      | 平成16年11月1日 伊賀市 | 伊賀市 |
| 山 田 郡 | 蓮池村     | 蓮池村     | 蓮池村                 | 蓮池村               | 友生村          | 友生村                      | 友生村                         | 昭和25年12月15日 上野市に編入 | 上野市                 | 上野市                  | 上野市                      | 上野市                      | 上野市                      | 平成16年11月1日 伊賀市 | 伊賀市 |
| 山 田 郡 | 上友生村   | 上友生村   | 上友生村               | 上友生村             | 友生村          | 友生村                      | 友生村                         | 昭和25年12月15日 上野市に編入 | 上野市                 | 上野市                  | 上野市                      | 上野市                      | 上野市                      | 平成16年11月1日 伊賀市 | 伊賀市 |
| 山 田 郡 | 界外村     | 界外村     | 界外村                 | 界外村               | 友生村          | 友生村                      | 友生村                         | 昭和25年12月15日 上野市に編入 | 上野市                 | 上野市                  | 上野市                      | 上野市                      | 上野市                      | 平成16年11月1日 伊賀市 | 伊賀市 |
| 山 田 郡 | 中友生村   | 中友生村   | 中友生村               | 中友生村             | 友生村          | 友生村                      | 友生村                         | 昭和25年12月15日 上野市に編入 | 上野市                 | 上野市                  | 上野市                      | 上野市                      | 上野市                      | 平成16年11月1日 伊賀市 | 伊賀市 |
| 山 田 郡 | 下友生村   | 下友生村   | 下友生村               | 下友生村             | 友生村          | 友生村                      | 友生村                         | 昭和25年12月15日 上野市に編入 | 上野市                 | 上野市                  | 上野市                      | 上野市                      | 上野市                      | 平成16年11月1日 伊賀市 | 伊賀市 |
| 阿 拝 郡 | 久米村     | 久米村     | 久米村                 | 久米村               | 小田村          | 明治27年2月13日 分立 城南村 | 昭和16年9月10日 上野市         | 上野市                        | 上野市                 | 上野市                  | 上野市                      | 上野市                      | 上野市                      | 平成16年11月1日 伊賀市 | 伊賀市 |
| 阿 拝 郡 | 浅宇田村   | 浅宇田村   | 浅宇田村               | 浅宇田村             | 小田村          | 明治27年2月13日 分立 城南村 | 昭和16年9月10日 上野市         | 上野市                        | 上野市                 | 上野市                  | 上野市                      | 上野市                      | 上野市                      | 平成16年11月1日 伊賀市 | 伊賀市 |
| 阿 拝 郡 | 四十九村   | 四十九村   | 四十九村               | 四十九村             | 小田村          | 明治27年2月13日 分立 城南村 | 昭和16年9月10日 上野市         | 上野市                        | 上野市                 | 上野市                  | 上野市                      | 上野市                      | 上野市                      | 平成16年11月1日 伊賀市 | 伊賀市 |
| 阿 拝 郡 | 木興村     | 一部を除く | 木興村                 | 木興村               | 小田村          | 明治27年2月13日 分立 城南村 | 昭和16年9月10日 上野市         | 上野市                        | 上野市                 | 上野市                  | 上野市                      | 上野市                      | 上野市                      | 平成16年11月1日 伊賀市 | 伊賀市 |
| 阿 拝 郡 | 木興村     | 一部       | 木興村                 | 木興村               | 上野町          | 上野町                      | 昭和16年9月10日 上野市         | 上野市                        | 上野市                 | 上野市                  | 上野市                      | 上野市                      | 上野市                      | 平成16年11月1日 伊賀市 | 伊賀市 |
| 阿 拝 郡 | 小田村     | 一部       | 小田村                 | 小田村               | 上野町          | 上野町                      | 昭和16年9月10日 上野市         | 上野市                        | 上野市                 | 上野市                  | 上野市                      | 上野市                      | 上野市                      | 平成16年11月1日 伊賀市 | 伊賀市 |
| 阿 拝 郡 | 小田村     | 一部を除く | 小田村                 | 小田村               | 小田村          | 小田村                      | 昭和16年9月10日 上野市         | 上野市                        | 上野市                 | 上野市                  | 上野市                      | 上野市                      | 上野市                      | 平成16年11月1日 伊賀市 | 伊賀市 |
| 阿 拝 郡 | 上野村     | 一部       | 上野村                 | 上野村               | 小田村          | 小田村                      | 昭和16年9月10日 上野市         | 上野市                        | 上野市                 | 上野市                  | 上野市                      | 上野市                      | 上野市                      | 平成16年11月1日 伊賀市 | 伊賀市 |
| 阿 拝 郡 | 上野村     | 大部分     | 上野村                 | 上野村               | 上野町          | 上野町                      | 昭和16年9月10日 上野市         | 上野市                        | 上野市                 | 上野市                  | 上野市                      | 上野市                      | 上野市                      | 平成16年11月1日 伊賀市 | 伊賀市 |
| 阿 拝 郡 | 上野村     | 一部       | 明治8年 上野町         | 上野町               | 上野町          | 上野町                      | 昭和16年9月10日 上野市         | 上野市                        | 上野市                 | 上野市                  | 上野市                      | 上野市                      | 上野市                      | 平成16年11月1日 伊賀市 | 伊賀市 |
| 阿 拝 郡 | 野畠       |            | 明治8年 上野町         | 上野町               | 上野町          | 上野町                      | 昭和16年9月10日 上野市         | 上野市                        | 上野市                 | 上野市                  | 上野市                      | 上野市                      | 上野市                      | 平成16年11月1日 伊賀市 | 伊賀市 |
| 阿 拝 郡 | 上野町     | 一部       | 明治8年 上野町         | 上野町               | 上野町          | 上野町                      | 昭和16年9月10日 上野市         | 上野市                        | 上野市                 | 上野市                  | 上野市                      | 上野市                      | 上野市                      | 平成16年11月1日 伊賀市 | 伊賀市 |
| 阿 拝 郡 | 上野町     | 一部       | 明治8年 上野町         | 上野町               | 小田村          | 小田村                      | 昭和16年9月10日 上野市         | 上野市                        | 上野市                 | 上野市                  | 上野市                      | 上野市                      | 上野市                      | 平成16年11月1日 伊賀市 | 伊賀市 |
| 阿 拝 郡 | 下之庄村   | 下之庄村   | 下之庄村               | 下之庄村             | 花之木村        | 花之木村                    | 昭和16年9月10日 上野市         | 上野市                        | 上野市                 | 上野市                  | 上野市                      | 上野市                      | 上野市                      | 平成16年11月1日 伊賀市 | 伊賀市 |
| 阿 拝 郡 | 法花村     | 法花村     | 法花村                 | 法花村               | 花之木村        | 花之木村                    | 昭和16年9月10日 上野市         | 上野市                        | 上野市                 | 上野市                  | 上野市                      | 上野市                      | 上野市                      | 平成16年11月1日 伊賀市 | 伊賀市 |
| 阿 拝 郡 | 大野木村   | 大野木村   | 大野木村               | 大野木村             | 花之木村        | 花之木村                    | 昭和16年9月10日 上野市         | 上野市                        | 上野市                 | 上野市                  | 上野市                      | 上野市                      | 上野市                      | 平成16年11月1日 伊賀市 | 伊賀市 |
| 阿 拝 郡 | 長田村     | 長田村     | 長田村                 | 長田村               | 長田村          | 長田村                      | 昭和16年9月10日 上野市         | 上野市                        | 上野市                 | 上野市                  | 上野市                      | 上野市                      | 上野市                      | 平成16年11月1日 伊賀市 | 伊賀市 |
| 阿 拝 郡 | 朝屋村     | 朝屋村     | 朝屋村                 | 朝屋村               | 長田村          | 長田村                      | 昭和16年9月10日 上野市         | 上野市                        | 上野市                 | 上野市                  | 上野市                      | 上野市                      | 上野市                      | 平成16年11月1日 伊賀市 | 伊賀市 |
| 阿 拝 郡 | 西村       | 西村       | 西村                   | 西村                 | 新居村          | 新居村                      | 昭和16年9月10日 上野市         | 上野市                        | 上野市                 | 上野市                  | 上野市                      | 上野市                      | 上野市                      | 平成16年11月1日 伊賀市 | 伊賀市 |
| 阿 拝 郡 | 西山村     | 西山村     | 西山村                 | 西山村               | 新居村          | 新居村                      | 昭和16年9月10日 上野市         | 上野市                        | 上野市                 | 上野市                  | 上野市                      | 上野市                      | 上野市                      | 平成16年11月1日 伊賀市 | 伊賀市 |
| 阿 拝 郡 | 波野田村   | 波野田村   | 波野田村               | 波野田村             | 新居村          | 新居村                      | 昭和16年9月10日 上野市         | 上野市                        | 上野市                 | 上野市                  | 上野市                      | 上野市                      | 上野市                      | 平成16年11月1日 伊賀市 | 伊賀市 |
| 阿 拝 郡 | 東村       | 東村       | 東村                   | 東村                 | 新居村          | 新居村                      | 昭和16年9月10日 上野市         | 上野市                        | 上野市                 | 上野市                  | 上野市                      | 上野市                      | 上野市                      | 平成16年11月1日 伊賀市 | 伊賀市 |
| 阿 拝 郡 | 三田村     | 三田村     | 三田村                 | 三田村               | 三田村          | 三田村                      | 昭和16年9月10日 上野市         | 上野市                        | 上野市                 | 上野市                  | 上野市                      | 上野市                      | 上野市                      | 平成16年11月1日 伊賀市 | 伊賀市 |
| 阿 拝 郡 | 大谷村     | 大谷村     | 大谷村                 | 大谷村               | 三田村          | 三田村                      | 昭和16年9月10日 上野市         | 上野市                        | 上野市                 | 上野市                  | 上野市                      | 上野市                      | 上野市                      | 平成16年11月1日 伊賀市 | 伊賀市 |
| 阿 拝 郡 | 野間村     | 野間村     | 野間村                 | 野間村               | 三田村          | 三田村                      | 昭和16年9月10日 上野市         | 上野市                        | 上野市                 | 上野市                  | 上野市                      | 上野市                      | 上野市                      | 平成16年11月1日 伊賀市 | 伊賀市 |
| 阿 拝 郡 | 外山村     | 外山村     | 外山村                 | 外山村               | 府中村          | 府中村                      | 府中村                         | 昭和25年8月1日 上野市に編入   | 上野市                 | 上野市                  | 上野市                      | 上野市                      | 上野市                      | 平成16年11月1日 伊賀市 | 伊賀市 |
| 阿 拝 郡 | 佐那具村   | 佐那具村   | 佐那具村               | 佐那具村             | 府中村          | 府中村                      | 府中村                         | 昭和25年8月1日 上野市に編入   | 上野市                 | 上野市                  | 上野市                      | 上野市                      | 上野市                      | 平成16年11月1日 伊賀市 | 伊賀市 |
| 阿 拝 郡 | 千歳村     | 千歳村     | 千歳村                 | 千歳村               | 府中村          | 府中村                      | 府中村                         | 昭和25年8月1日 上野市に編入   | 上野市                 | 上野市                  | 上野市                      | 上野市                      | 上野市                      | 平成16年11月1日 伊賀市 | 伊賀市 |
| 阿 拝 郡 | 一ノ宮村   | 一ノ宮村   | 一ノ宮村               | 一ノ宮村             | 府中村          | 府中村                      | 府中村                         | 昭和25年8月1日 上野市に編入   | 上野市                 | 上野市                  | 上野市                      | 上野市                      | 上野市                      | 平成16年11月1日 伊賀市 | 伊賀市 |
| 阿 拝 郡 | 印代村     | 印代村     | 印代村                 | 印代村               | 府中村          | 府中村                      | 府中村                         | 昭和25年8月1日 上野市に編入   | 上野市                 | 上野市                  | 上野市                      | 上野市                      | 上野市                      | 平成16年11月1日 伊賀市 | 伊賀市 |
| 阿 拝 郡 | 服部村     | 服部村     | 服部村                 | 服部村               | 府中村          | 府中村                      | 府中村                         | 昭和25年8月1日 上野市に編入   | 上野市                 | 上野市                  | 上野市                      | 上野市                      | 上野市                      | 平成16年11月1日 伊賀市 | 伊賀市 |
| 阿 拝 郡 | 山神村     | 山神村     | 山神村                 | 山神村               | 府中村          | 府中村                      | 府中村                         | 昭和25年8月1日 上野市に編入   | 上野市                 | 上野市                  | 上野市                      | 上野市                      | 上野市                      | 平成16年11月1日 伊賀市 | 伊賀市 |
| 阿 拝 郡 | 土橋村     | 土橋村     | 土橋村                 | 土橋村               | 府中村          | 府中村                      | 府中村                         | 昭和25年8月1日 上野市に編入   | 上野市                 | 上野市                  | 上野市                      | 上野市                      | 上野市                      | 平成16年11月1日 伊賀市 | 伊賀市 |
| 阿 拝 郡 | 西条村     | 西条村     | 西条村                 | 西条村               | 府中村          | 府中村                      | 府中村                         | 昭和25年8月1日 上野市に編入   | 上野市                 | 上野市                  | 上野市                      | 上野市                      | 上野市                      | 平成16年11月1日 伊賀市 | 伊賀市 |
| 阿 拝 郡 | 東条村     | 東条村     | 東条村                 | 東条村               | 府中村          | 府中村                      | 府中村                         | 昭和25年8月1日 上野市に編入   | 上野市                 | 上野市                  | 上野市                      | 上野市                      | 上野市                      | 平成16年11月1日 伊賀市 | 伊賀市 |
| 阿 拝 郡 | 坂之下村   | 坂之下村   | 坂之下村               | 坂之下村             | 府中村          | 府中村                      | 府中村                         | 昭和25年8月1日 上野市に編入   | 上野市                 | 上野市                  | 上野市                      | 上野市                      | 上野市                      | 平成16年11月1日 伊賀市 | 伊賀市 |
| 伊 賀 郡 | 猪田村     | 猪田村     | 猪田村                 | 猪田村               | 猪田村          | 猪田村                      | 猪田村                         | 昭和25年8月1日 上野市に編入   | 上野市                 | 上野市                  | 上野市                      | 上野市                      | 上野市                      | 平成16年11月1日 伊賀市 | 伊賀市 |
| 伊 賀 郡 | 山出村     | 山出村     | 山出村                 | 山出村               | 猪田村          | 猪田村                      | 猪田村                         | 昭和25年8月1日 上野市に編入   | 上野市                 | 上野市                  | 上野市                      | 上野市                      | 上野市                      | 平成16年11月1日 伊賀市 | 伊賀市 |
| 伊 賀 郡 | 上ノ庄村   | 上ノ庄村   | 上ノ庄村               | 上ノ庄村             | 猪田村          | 猪田村                      | 猪田村                         | 昭和25年8月1日 上野市に編入   | 上野市                 | 上野市                  | 上野市                      | 上野市                      | 上野市                      | 平成16年11月1日 伊賀市 | 伊賀市 |
| 伊 賀 郡 | 笠部村     | 笠部村     | 笠部村                 | 笠部村               | 猪田村          | 猪田村                      | 猪田村                         | 昭和25年8月1日 上野市に編入   | 上野市                 | 上野市                  | 上野市                      | 上野市                      | 上野市                      | 平成16年11月1日 伊賀市 | 伊賀市 |
| 伊 賀 郡 | 比自岐村   | 比自岐村   | 比自岐村               | 比自岐村             | 比自岐村        | 比自岐村                    | 比自岐村                       | 比自岐村                      | 比自岐村               | 比自岐村                | 昭和30年1月1日 上野市に編入 | 上野市                      | 上野市                      | 平成16年11月1日 伊賀市 | 伊賀市 |
| 伊 賀 郡 | 岡波村     | 岡波村     | 岡波村                 | 岡波村               | 比自岐村        | 比自岐村                    | 比自岐村                       | 比自岐村                      | 比自岐村               | 比自岐村                | 昭和30年1月1日 上野市に編入 | 上野市                      | 上野市                      | 平成16年11月1日 伊賀市 | 伊賀市 |
| 伊 賀 郡 | 摺見村     | 摺見村     | 摺見村                 | 摺見村               | 比自岐村        | 比自岐村                    | 比自岐村                       | 比自岐村                      | 比自岐村               | 比自岐村                | 昭和30年1月1日 上野市に編入 | 上野市                      | 上野市                      | 平成16年11月1日 伊賀市 | 伊賀市 |
| 伊 賀 郡 | 沖村       | 沖村       | 沖村                   | 沖村                 | 依那古村        | 依那古村                    | 依那古村                       | 依那古村                      | 依那古村               | 依那古村                | 昭和30年1月1日 上野市に編入 | 上野市                      | 上野市                      | 平成16年11月1日 伊賀市 | 伊賀市 |
| 伊 賀 郡 | 依那具村   | 依那具村   | 依那具村               | 依那具村             | 依那古村        | 依那古村                    | 依那古村                       | 依那古村                      | 依那古村               | 依那古村                | 昭和30年1月1日 上野市に編入 | 上野市                      | 上野市                      | 平成16年11月1日 伊賀市 | 伊賀市 |
| 伊 賀 郡 | 市部村     | 市部村     | 市部村                 | 市部村               | 依那古村        | 依那古村                    | 依那古村                       | 依那古村                      | 依那古村               | 依那古村                | 昭和30年1月1日 上野市に編入 | 上野市                      | 上野市                      | 平成16年11月1日 伊賀市 | 伊賀市 |
| 伊 賀 郡 | 才良村     | 才良村     | 才良村                 | 才良村               | 依那古村        | 依那古村                    | 依那古村                       | 依那古村                      | 依那古村               | 依那古村                | 昭和30年1月1日 上野市に編入 | 上野市                      | 上野市                      | 平成16年11月1日 伊賀市 | 伊賀市 |
| 伊 賀 郡 | 上郡村     | 上郡村     | 上郡村                 | 上郡村               | 依那古村        | 依那古村                    | 依那古村                       | 依那古村                      | 依那古村               | 依那古村                | 昭和30年1月1日 上野市に編入 | 上野市                      | 上野市                      | 平成16年11月1日 伊賀市 | 伊賀市 |
| 伊 賀 郡 | 下郡村     | 下郡村     | 下郡村                 | 下郡村               | 依那古村        | 依那古村                    | 依那古村                       | 依那古村                      | 依那古村               | 依那古村                | 昭和30年1月1日 上野市に編入 | 上野市                      | 上野市                      | 平成16年11月1日 伊賀市 | 伊賀市 |
| 伊 賀 郡 | 森寺村     | 森寺村     | 森寺村                 | 森寺村               | 依那古村        | 依那古村                    | 依那古村                       | 依那古村                      | 依那古村               | 依那古村                | 昭和30年1月1日 上野市に編入 | 上野市                      | 上野市                      | 平成16年11月1日 伊賀市 | 伊賀市 |
| 伊 賀 郡 | 予野村     | 予野村     | 予野村                 | 予野村               | 花垣村          | 花垣村                      | 花垣村                         | 花垣村                        | 花垣村                 | 花垣村                  | 昭和30年1月1日 上野市に編入 | 上野市                      | 上野市                      | 平成16年11月1日 伊賀市 | 伊賀市 |
| 伊 賀 郡 | 大滝村     | 大滝村     | 大滝村                 | 大滝村               | 花垣村          | 花垣村                      | 花垣村                         | 花垣村                        | 花垣村                 | 花垣村                  | 昭和30年1月1日 上野市に編入 | 上野市                      | 上野市                      | 平成16年11月1日 伊賀市 | 伊賀市 |
| 伊 賀 郡 | 桂村       | 桂村       | 桂村                   | 桂村                 | 花垣村          | 花垣村                      | 花垣村                         | 花垣村                        | 花垣村                 | 花垣村                  | 昭和30年1月1日 上野市に編入 | 上野市                      | 上野市                      | 平成16年11月1日 伊賀市 | 伊賀市 |
| 伊 賀 郡 | 治田村     | 治田村     | 治田村                 | 治田村               | 花垣村          | 花垣村                      | 花垣村                         | 花垣村                        | 花垣村                 | 花垣村                  | 昭和30年1月1日 上野市に編入 | 上野市                      | 上野市                      | 平成16年11月1日 伊賀市 | 伊賀市 |
| 伊 賀 郡 | 白樫村     | 白樫村     | 白樫村                 | 白樫村               | 花垣村          | 花垣村                      | 花垣村                         | 花垣村                        | 花垣村                 | 花垣村                  | 昭和30年1月1日 上野市に編入 | 上野市                      | 上野市                      | 平成16年11月1日 伊賀市 | 伊賀市 |
| 伊 賀 郡 | 上神戸村   | 上神戸村   | 上神戸村               | 上神戸村             | 神戸村          | 神戸村                      | 神戸村                         | 神戸村                        | 神戸村                 | 神戸村                  | 昭和30年3月1日 上野市に編入 | 上野市                      | 上野市                      | 平成16年11月1日 伊賀市 | 伊賀市 |
| 伊 賀 郡 | 下神戸村   | 下神戸村   | 下神戸村               | 下神戸村             | 神戸村          | 神戸村                      | 神戸村                         | 神戸村                        | 神戸村                 | 神戸村                  | 昭和30年3月1日 上野市に編入 | 上野市                      | 上野市                      | 平成16年11月1日 伊賀市 | 伊賀市 |
| 伊 賀 郡 | 古郡村     | 古郡村     | 古郡村                 | 古郡村               | 神戸村          | 神戸村                      | 神戸村                         | 神戸村                        | 神戸村                 | 神戸村                  | 昭和30年3月1日 上野市に編入 | 上野市                      | 上野市                      | 平成16年11月1日 伊賀市 | 伊賀市 |
| 伊 賀 郡 | 比土村     | 比土村     | 比土村                 | 比土村               | 神戸村          | 神戸村                      | 神戸村                         | 神戸村                        | 神戸村                 | 神戸村                  | 昭和30年3月1日 上野市に編入 | 上野市                      | 上野市                      | 平成16年11月1日 伊賀市 | 伊賀市 |
| 伊 賀 郡 | 上林村     | 上林村     | 上林村                 | 上林村               | 神戸村          | 神戸村                      | 神戸村                         | 神戸村                        | 神戸村                 | 神戸村                  | 昭和30年3月1日 上野市に編入 | 上野市                      | 上野市                      | 平成16年11月1日 伊賀市 | 伊賀市 |
| 伊 賀 郡 | 枅川村     | 枅川村     | 枅川村                 | 枅川村               | 神戸村          | 神戸村                      | 神戸村                         | 神戸村                        | 神戸村                 | 神戸村                  | 昭和30年3月1日 上野市に編入 | 上野市                      | 上野市                      | 平成16年11月1日 伊賀市 | 伊賀市 |
| 阿 拝 郡 | 丸柱村     | 丸柱村     | 丸柱村                 | 丸柱村               | 丸柱村          | 丸柱村                      | 丸柱村                         | 丸柱村                        | 丸柱村                 | 丸柱村                  | 昭和30年2月1日 上野市に編入 | 上野市                      | 上野市                      | 平成16年11月1日 伊賀市 | 伊賀市 |
| 阿 拝 郡 | 音羽村     | 音羽村     | 音羽村                 | 音羽村               | 丸柱村          | 丸柱村                      | 丸柱村                         | 丸柱村                        | 丸柱村                 | 丸柱村                  | 昭和30年2月1日 上野市に編入 | 上野市                      | 上野市                      | 平成16年11月1日 伊賀市 | 伊賀市 |
| 阿 拝 郡 | 比曽河内村 | 比曽河内村 | 比曽河内村             | 比曽河内村           | 丸柱村          | 丸柱村                      | 丸柱村                         | 丸柱村                        | 丸柱村                 | 丸柱村                  | 昭和30年2月1日 阿山村       | 阿山村                      | 昭和42年12月1日 町制 阿山町 | 平成16年11月1日 伊賀市 | 伊賀市 |
| 阿 拝 郡 | 馬田村     | 馬田村     | 馬田村                 | 馬田村               | 河合村          | 河合村                      | 河合村                         | 河合村                        | 昭和29年10月1日 阿拝村 | 昭和29年12月20日 阿山村 | 昭和30年2月1日 阿山村       | 阿山村                      | 昭和42年12月1日 町制 阿山町 | 平成16年11月1日 伊賀市 | 伊賀市 |
| 阿 拝 郡 | 田中村     | 田中村     | 田中村                 | 田中村               | 河合村          | 河合村                      | 河合村                         | 河合村                        | 昭和29年10月1日 阿拝村 | 昭和29年12月20日 阿山村 | 昭和30年2月1日 阿山村       | 阿山村                      | 昭和42年12月1日 町制 阿山町 | 平成16年11月1日 伊賀市 | 伊賀市 |
| 阿 拝 郡 | 馬場村     | 馬場村     | 馬場村                 | 馬場村               | 河合村          | 河合村                      | 河合村                         | 河合村                        | 昭和29年10月1日 阿拝村 | 昭和29年12月20日 阿山村 | 昭和30年2月1日 阿山村       | 阿山村                      | 昭和42年12月1日 町制 阿山町 | 平成16年11月1日 伊賀市 | 伊賀市 |
| 阿 拝 郡 | 川合村     | 川合村     | 川合村                 | 川合村               | 河合村          | 河合村                      | 河合村                         | 河合村                        | 昭和29年10月1日 阿拝村 | 昭和29年12月20日 阿山村 | 昭和30年2月1日 阿山村       | 阿山村                      | 昭和42年12月1日 町制 阿山町 | 平成16年11月1日 伊賀市 | 伊賀市 |
| 阿 拝 郡 | 石川村     | 石川村     | 石川村                 | 石川村               | 河合村          | 河合村                      | 河合村                         | 河合村                        | 昭和29年10月1日 阿拝村 | 昭和29年12月20日 阿山村 | 昭和30年2月1日 阿山村       | 阿山村                      | 昭和42年12月1日 町制 阿山町 | 平成16年11月1日 伊賀市 | 伊賀市 |
| 阿 拝 郡 | 波敷野村   | 波敷野村   | 波敷野村               | 波敷野村             | 河合村          | 河合村                      | 河合村                         | 河合村                        | 昭和29年10月1日 阿拝村 | 昭和29年12月20日 阿山村 | 昭和30年2月1日 阿山村       | 阿山村                      | 昭和42年12月1日 町制 阿山町 | 平成16年11月1日 伊賀市 | 伊賀市 |
| 阿 拝 郡 | 千貝村     | 千貝村     | 千貝村                 | 千貝村               | 河合村          | 河合村                      | 河合村                         | 河合村                        | 昭和29年10月1日 阿拝村 | 昭和29年12月20日 阿山村 | 昭和30年2月1日 阿山村       | 阿山村                      | 昭和42年12月1日 町制 阿山町 | 平成16年11月1日 伊賀市 | 伊賀市 |
| 阿 拝 郡 | 円徳院村   | 円徳院村   | 円徳院村               | 円徳院村             | 河合村          | 河合村                      | 河合村                         | 河合村                        | 昭和29年10月1日 阿拝村 | 昭和29年12月20日 阿山村 | 昭和30年2月1日 阿山村       | 阿山村                      | 昭和42年12月1日 町制 阿山町 | 平成16年11月1日 伊賀市 | 伊賀市 |
| 阿 拝 郡 | 玉滝村     | 玉滝村     | 玉滝村                 | 玉滝村               | 玉滝村          | 玉滝村                      | 玉滝村                         | 玉滝村                        | 昭和29年10月1日 阿拝村 | 昭和29年12月20日 阿山村 | 昭和30年2月1日 阿山村       | 阿山村                      | 昭和42年12月1日 町制 阿山町 | 平成16年11月1日 伊賀市 | 伊賀市 |
| 阿 拝 郡 | 内保村     | 内保村     | 内保村                 | 内保村               | 玉滝村          | 玉滝村                      | 玉滝村                         | 玉滝村                        | 昭和29年10月1日 阿拝村 | 昭和29年12月20日 阿山村 | 昭和30年2月1日 阿山村       | 阿山村                      | 昭和42年12月1日 町制 阿山町 | 平成16年11月1日 伊賀市 | 伊賀市 |
| 阿 拝 郡 | 槇山村     | 槇山村     | 槇山村                 | 槇山村               | 玉滝村          | 玉滝村                      | 玉滝村                         | 玉滝村                        | 昭和29年10月1日 阿拝村 | 昭和29年12月20日 阿山村 | 昭和30年2月1日 阿山村       | 阿山村                      | 昭和42年12月1日 町制 阿山町 | 平成16年11月1日 伊賀市 | 伊賀市 |
| 阿 拝 郡 | 東湯舟村   | 東湯舟村   | 東湯舟村               | 東湯舟村             | 鞆田村          | 鞆田村                      | 鞆田村                         | 鞆田村                        | 鞆田村                 | 昭和29年12月20日 阿山村 | 昭和30年2月1日 阿山村       | 阿山村                      | 昭和42年12月1日 町制 阿山町 | 平成16年11月1日 伊賀市 | 伊賀市 |
| 阿 拝 郡 | 西湯舟村   | 西湯舟村   | 西湯舟村               | 西湯舟村             | 鞆田村          | 鞆田村                      | 鞆田村                         | 鞆田村                        | 鞆田村                 | 昭和29年12月20日 阿山村 | 昭和30年2月1日 阿山村       | 阿山村                      | 昭和42年12月1日 町制 阿山町 | 平成16年11月1日 伊賀市 | 伊賀市 |
| 阿 拝 郡 | 中友田村   | 中友田村   | 中友田村               | 中友田村             | 鞆田村          | 鞆田村                      | 鞆田村                         | 鞆田村                        | 鞆田村                 | 昭和29年12月20日 阿山村 | 昭和30年2月1日 阿山村       | 阿山村                      | 昭和42年12月1日 町制 阿山町 | 平成16年11月1日 伊賀市 | 伊賀市 |
| 阿 拝 郡 | 上友田村   | 上友田村   | 上友田村               | 上友田村             | 鞆田村          | 鞆田村                      | 鞆田村                         | 鞆田村                        | 鞆田村                 | 昭和29年12月20日 阿山村 | 昭和30年2月1日 阿山村       | 阿山村                      | 昭和42年12月1日 町制 阿山町 | 平成16年11月1日 伊賀市 | 伊賀市 |
| 阿 拝 郡 | 下友田村   | 下友田村   | 下友田村               | 下友田村             | 鞆田村          | 鞆田村                      | 鞆田村                         | 鞆田村                        | 鞆田村                 | 昭和29年12月20日 阿山村 | 昭和30年2月1日 阿山村       | 阿山村                      | 昭和42年12月1日 町制 阿山町 | 平成16年11月1日 伊賀市 | 伊賀市 |
| 阿 拝 郡 | 小杉村     | 小杉村     | 小杉村                 | 小杉村               | 鞆田村          | 鞆田村                      | 鞆田村                         | 鞆田村                        | 鞆田村                 | 昭和29年12月20日 阿山村 | 昭和30年2月1日 阿山村       | 昭和30年8月1日 柘植町に編入 | 昭和34年3月20日 伊賀町      | 平成16年11月1日 伊賀市 | 伊賀市 |
| 阿 拝 郡 | 上柘植村   | 上柘植村   | 上柘植村               | 上柘植村             | 東柘植村        | 東柘植村                    | 昭和17年7月1日 町制改称 柘植町 | 柘植町                        | 柘植町                 | 柘植町                  | 柘植町                      | 柘植町                      | 昭和34年3月20日 伊賀町      | 平成16年11月1日 伊賀市 | 伊賀市 |
| 阿 拝 郡 | 野村       | 野村       | 野村                   | 野村                 | 東柘植村        | 東柘植村                    | 昭和17年7月1日 町制改称 柘植町 | 柘植町                        | 柘植町                 | 柘植町                  | 柘植町                      | 柘植町                      | 昭和34年3月20日 伊賀町      | 平成16年11月1日 伊賀市 | 伊賀市 |
| 阿 拝 郡 | 中柘植村   | 中柘植村   | 中柘植村               | 中柘植村             | 東柘植村        | 東柘植村                    | 昭和17年7月1日 町制改称 柘植町 | 柘植町                        | 柘植町                 | 柘植町                  | 柘植町                      | 柘植町                      | 昭和34年3月20日 伊賀町      | 平成16年11月1日 伊賀市 | 伊賀市 |
| 阿 拝 郡 | 上村       | 上村       | 上村                   | 上村                 | 東柘植村        | 東柘植村                    | 昭和17年7月1日 町制改称 柘植町 | 柘植町                        | 柘植町                 | 柘植町                  | 柘植町                      | 柘植町                      | 昭和34年3月20日 伊賀町      | 平成16年11月1日 伊賀市 | 伊賀市 |
| 鈴 鹿 郡 | 加太村     | 一部       | 加太村                 | 加太村               | 加太村          | 加太村                      | 加太村                         | 加太村                        | 加太村                 | 加太村                  | 昭和30年4月17日 関町        | 昭和31年8月1日 柘植町に編入 | 昭和34年3月20日 伊賀町      | 平成16年11月1日 伊賀市 | 伊賀市 |
| 阿 拝 郡 | 下柘植村   | 下柘植村   | 下柘植村               | 下柘植村             | 西柘植村        | 西柘植村                    | 西柘植村                       | 西柘植村                      | 西柘植村               | 西柘植村                | 昭和30年1月1日 春日村       | 昭和30年1月1日 春日村       | 昭和34年3月20日 伊賀町      | 平成16年11月1日 伊賀市 | 伊賀市 |
| 阿 拝 郡 | 愛田村     | 愛田村     | 愛田村                 | 愛田村               | 西柘植村        | 西柘植村                    | 西柘植村                       | 西柘植村                      | 西柘植村               | 西柘植村                | 昭和30年1月1日 春日村       | 昭和30年1月1日 春日村       | 昭和34年3月20日 伊賀町      | 平成16年11月1日 伊賀市 | 伊賀市 |
| 阿 拝 郡 | 新堂村     | 新堂村     | 新堂村                 | 新堂村               | 西柘植村        | 西柘植村                    | 西柘植村                       | 西柘植村                      | 西柘植村               | 西柘植村                | 昭和30年1月1日 春日村       | 昭和30年1月1日 春日村       | 昭和34年3月20日 伊賀町      | 平成16年11月1日 伊賀市 | 伊賀市 |
| 阿 拝 郡 | 楯岡村     | 楯岡村     | 楯岡村                 | 楯岡村               | 西柘植村        | 西柘植村                    | 西柘植村                       | 西柘植村                      | 西柘植村               | 西柘植村                | 昭和30年1月1日 春日村       | 昭和30年1月1日 春日村       | 昭和34年3月20日 伊賀町      | 平成16年11月1日 伊賀市 | 伊賀市 |
| 阿 拝 郡 | 御代村     | 御代村     | 御代村                 | 御代村               | 西柘植村        | 西柘植村                    | 西柘植村                       | 西柘植村                      | 西柘植村               | 西柘植村                | 昭和30年1月1日 春日村       | 昭和30年1月1日 春日村       | 昭和34年3月20日 伊賀町      | 平成16年11月1日 伊賀市 | 伊賀市 |
| 阿 拝 郡 | 柏野村     | 柏野村     | 柏野村                 | 柏野村               | 西柘植村        | 西柘植村                    | 西柘植村                       | 西柘植村                      | 西柘植村               | 西柘植村                | 昭和30年1月1日 春日村       | 昭和30年1月1日 春日村       | 昭和34年3月20日 伊賀町      | 平成16年11月1日 伊賀市 | 伊賀市 |
| 阿 拝 郡 | 川東村     | 川東村     | 川東村                 | 川東村               | 壬生野村        | 壬生野村                    | 壬生野村                       | 壬生野村                      | 壬生野村               | 壬生野村                | 昭和30年1月1日 春日村       | 昭和30年1月1日 春日村       | 昭和34年3月20日 伊賀町      | 平成16年11月1日 伊賀市 | 伊賀市 |
| 阿 拝 郡 | 山畑村     | 山畑村     | 山畑村                 | 山畑村               | 壬生野村        | 壬生野村                    | 壬生野村                       | 壬生野村                      | 壬生野村               | 壬生野村                | 昭和30年1月1日 春日村       | 昭和30年1月1日 春日村       | 昭和34年3月20日 伊賀町      | 平成16年11月1日 伊賀市 | 伊賀市 |
| 阿 拝 郡 | 川西村     | 川西村     | 川西村                 | 川西村               | 壬生野村        | 壬生野村                    | 壬生野村                       | 壬生野村                      | 壬生野村               | 壬生野村                | 昭和30年1月1日 春日村       | 昭和30年1月1日 春日村       | 昭和34年3月20日 伊賀町      | 平成16年11月1日 伊賀市 | 伊賀市 |
| 阿 拝 郡 | 西之沢村   | 西之沢村   | 西之沢村               | 西之沢村             | 壬生野村        | 壬生野村                    | 壬生野村                       | 壬生野村                      | 壬生野村               | 壬生野村                | 昭和30年1月1日 春日村       | 昭和30年1月1日 春日村       | 昭和34年3月20日 伊賀町      | 平成16年11月1日 伊賀市 | 伊賀市 |
| 阿 拝 郡 | 島ヶ原村   | 島ヶ原村   | 島ヶ原村               | 島ヶ原村             | 島ヶ原村        | 島ヶ原村                    | 島ヶ原村                       | 島ヶ原村                      | 島ヶ原村               | 島ヶ原村                | 島ヶ原村                    | 島ヶ原村                    | 島ヶ原村                    | 平成16年11月1日 伊賀市 | 伊賀市 |

### 鉄道
- 西日本旅客鉄道
  - 関西本線
  - 草津線
- 近畿日本鉄道
  - 大阪線
- 伊賀鉄道
  - 伊賀線

特に全線複線かつ電化されている近鉄大阪線が当地方における鉄道の大動脈となっており、同線を利用しての大阪市内などへの通勤通学客も多い。

### 道路
名古屋から大阪へ一般国道を通って行く際に、中山道ルート（米原・京都経由）や、東海道ルート（鈴鹿峠・京都経由）の方が近いと思われがちだが、実際には伊賀越奈良道ルート（伊賀上野・木津経由）の方が近い。
- 名阪国道（国道25号・自動車専用国道）
- 国道25号（大和街道・月瀬道）通称：非名阪
- 国道163号（伊賀街道・笠置街道）
- 国道165号（初瀬街道）
- 国道368号（名張街道）
- 国道422号（青山街道）

### メディア

#### 新聞
全国紙は、伊賀地方の全域が、大阪本社のエリアに属している。また名古屋市に本社を置くブロック紙の中日新聞や三重県の地方紙伊勢新聞は伊賀地区でも販売されている。

#### 地域メディア
- 伊賀上野ケーブルテレビ（伊賀市）
- アドバンスコープ（ケーブルテレビ）（名張市）

上記2局ではテレビ大阪を除く在阪テレビ局が区域外再放送されている。
- ads.FM（コミュニティFM局）（名張市）
- 伊賀タウン情報YOU（タウン情報誌）（名張市）

### 市外局番
- 伊賀市、名張市とも 0595（上野MA）
- 亀山MAと市外局番は同一だが、通話には市外局番が必要。

## 「伊賀」にちなむ名称
- 地名
  - 伊賀市（いがし） - 三重県伊賀市。
  - 伊賀町（いがちょう） - 三重県阿山郡伊賀町。他市町村と合併して伊賀市になった。
- 伊賀流（いがりゅう） - 忍術の流派。いわゆる伊賀忍者。
- 伊賀焼（いがやき） - 三重県伊賀市（旧阿山町）で生産される陶器及び炻器。